# Syndrome de Gerstmann
 Mise en garde médicale
Le syndrome de Gertsmann est un syndrome neurologique associant une agnosie digitale, une indistinction droite gauche, une acalculie, une dysgraphie et parfois une apraxie constructive.
La lésion cérébrale se trouve dans l'hémisphère majeur pariétal : le gyrus angulaire (gauche). Le syndrome est nommé d'après Josef Gerstmann.

## Symptomes principaux
Le syndrome de Gertsmann est caractérisé par quatre symptômes principaux:
1. Dysgraphie/ agraphie : perte de la capacité à écrire
2. Dyscalculie/ acalculie : trouble caractérisé par la perte de la capacité soit à reconnaître ou former des chiffres et des symboles arithmétiques
3. Agnosie des doigts : perte de la reconnaissance de ses doigts
4. Indistinction gauche-droite (souvent lourde, y compris dans son propre schéma physique, en lien avec le précédent)

## Causes
Ce trouble est souvent associé aux lésions cérébrales dans l'hémisphère (habituellement gauche) du gyrus angulaire et du gyrus supramarginal (zone Brodmann 39 et 40) proche du lobe temporal et du lobe pariétal. Il y a un débat important dans le domaine de la science littéraire, questionnant la réalité d'un syndrome tel. Son diagnostic a donc été remis en question par les neurologues et neuropsychologues. Le gyrus angulaire sert généralement à traduire les séquences visuelles des lettres et mots en informations significatives. 

### Pour les adultes
Pour les adultes, le syndrome peut apparaitre après un accident vasculaire cérébral ou en association avec une blessure au lobe pariétal inférieur du côté dominant (gauche). L'aphasie s'y associe parfois du fait de la localité de la lésion. Ce syndrome peut aussi être observé dans la maladie d'Alzheimer mais il est alors rarement isolé.

### Pour les enfants
Il y a peu de cas de ce syndrome. La plupart sont identifiés lorsque les enfants atteignent l'école primaire et apprennent à écrire et à faire des exercices de mathématiques. Généralement, les enfants avec ce syndrome montrent des difficultés à écrire, à épeler et à calculer. De plus, les enfants ayant ce syndrome peuvent aussi avoir du mal à différencier la droite de la gauche. En plus des quatre symptômes principaux, beaucoup d'enfants souffrent aussi d'apraxie constitutive. Les enfants avec un haut niveau intellectuel, autant que ceux avec des dommages cérébraux peuvent être affectés par ce syndrome.

## Diagnostic
Le diagnostic est clinique. On demande au patient de montrer son majeur droit, son auriculaire gauche, son genou droit, etc. puis on réalise des tests d'écriture et de calcul. L'imagerie peut mettre en évidence la lésion en cause mais ne fait pas le diagnostic.

## Traitement
Le traitement est symptomatique et rééducatif. Des séances de psychomotricité peuvent diminuer les effets de la dysgraphie et de l'apraxie, tandis que de l'orthophonie est préconisée contre l'acalculie et l'agnosie. En plus, les calculatrices et logiciels de traitements de textes peuvent aider les enfants à gérer les symptômes du syndrome.